# Sianów
Sianów (germană Zanow) este un oraș în Polonia.